# 유요 (전조)
유요(劉曜, ? ~ 328년, 재위: 318년 ~ 328년)는 오호십육국시대 전조의 제5대 황제이다. 초대 황제 유연의 족자(族子, 친척 조카)이다. 다음 대에서 나라가 멸망하였기 때문에 시호가 없다.

## 생애
유요는 어려서 고아가 되었기 때문에 유연이 양자로 삼아 길렀다. 유연이 한나라를 건국한 이후 군대를 이끌고 전장에서 크게 활약하였다. 유연 사후에는 유총을 대신하여 311년 낙양을 공략하는 작전에서 한군의 총사령관급의 임무를 수행하였다.
낙양 함락 이후에 장안까지 진출하였으나 전량의 지원을 받은 민제의 세력에게 장안을 빼앗겼다. 이후 주로 진양(晉陽, 지금의 산서성 태원시 남서쪽)을 공격하는 임무를 맡았다.
316년에 장안을 함락하여 민제를 사로잡았으며, 이후 관중을 평정하는 데 주력하였다. 이 과정에서 유요의 군대는 관중 일대에서 사실상 군벌화되었다.
318년 유총이 죽고 유찬이 뒤를 계승하였다. 그러나 유찬의 외척이었던 근준이 반란을 일으켜 유찬을 죽이고 평양의 유씨 일족을 몰살시켰다.
유요는 장안에서 황제에 즉위하고 석륵을 조공에 봉하여 평양의 근준을 공격하게 하였다. 근준은 석륵에게 패배한 이후 내분으로 살해되었고, 근준의 잔존세력은 평양성과 함께 유요에게 항복하였다.
이에 석륵은 분노하여 평양을 공격하였으며, 근준의 잔당은 평양을 버리고 유요에게 도망쳤다. 석륵은 평양 함락 이후에 유요와 화친을 제의하였으나 유요는 석륵의 사신을 처형하여 석륵과 유요는 적대 관계가 되었다.
유요는 319년에 국호를 조(趙)로 고치고 흉노의 후예임을 공식화하였다. 이후 유요는 저족·강족을 복속시키고 전량·구지를 공격하였다. 325년, 후조의 병주가 유요의 전조에게 항복하였으며, 동진의 사주도 유요에게 투항하자, 유요의 군대는 낙양을 지키는 후조의 석생(石生)을 포위하였다.
이에 후조의 석호가 구원군으로 와 유요군을 격파하고 오히려 역포위하였다. 유요는 장안에서 직접 군대를 이끌고 진격하여 석호를 격파하였으나 군중에서 이유없이 일어난 혼란으로 패주하였으며 이로 인해 병주·사주 일대를 모두 상실하였다. 325년의 이 패전으로 전조의 국력은 쇠퇴하여 전량이 독립하고 구지의 저항이 격화되었다.
328년, 후조의 석호가 전조를 공격하니 유요가 군대를 이끌고 반격하여 크게 승리하였다. 유요는 낙양을 포위하고 사주 일대를 석권하였다. 그러나 낙양 포위가 장기화되자 유요는 긴장이 해이해져 술을 마시기 시작하였다.
이때 석륵이 반격해오니, 낙양성 서쪽에서 벌어진 전투에서 유요는 술에 취한 채 전투에 임하였다가 크게 패배하고 포로가 되었다. 석륵은 유요를 양국으로 압송하고 처형하였다.

## 가족관계
- 부(양부) : 고조 광문황제 유연(高祖 光文皇帝 劉淵)
- 모(양모) : 광헌황후 장씨(光献皇后 張氏)
- 장인 : 양현지(羊玄之)
  - 황후(정후) : 헌문황후 양씨(獻文皇后 羊氏)
    - 아들 : 유희(劉熙)
    - 아들 : 유습
    - 아들 : 유천